# Praia do Norte (areal)

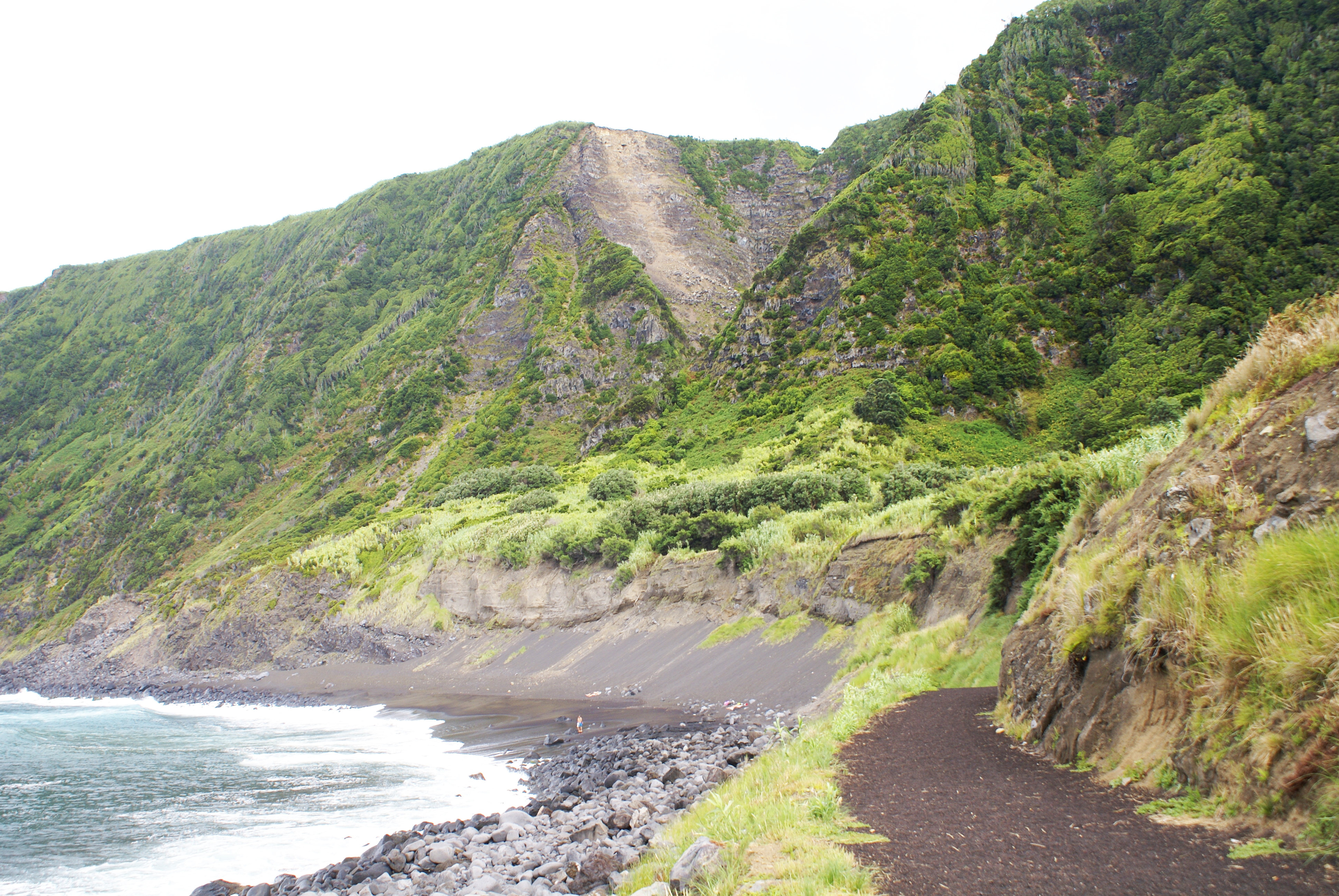
Areal da Praia do Norte.

A Praia do Norte é uma praia localizada na costa Norte da ilha do Faial, no lugar da Fajã da Praia do Norte, freguesia da Praia do Norte, no concelho da Horta, arquipélago dos Açores.
Esta praia apresenta-se com um belo areal de areia castanha clara com origem marcadamente vulcânica. Fica sobranceira a uma imponente arriba coberta por vegetação das florestas da Laurissilva típica da Macaronésia.
Este local, e devido à relativa distância aos principais centros urbanos da ilha, não é muito frequentado pelo que apresenta excelentes condições de paz e um ambiente propicio à descontracção.